# The Lord of the Rings: The Two Towers
The Lord of the Rings: The Two Towers is het tweede deel van Peter Jacksons film-trilogie The Lord of the Rings, gebaseerd op J.R.R. Tolkiens gelijknamige bestseller. De film was in 2003 genomineerd voor zes Oscars, en won er uiteindelijk twee.
De film ging op 18 december 2002 in première. De voorganger van The Two Towers was The Fellowship of the Ring (2001) en in 2003 volgde het derde deel, The Return of the King.
Een jaar later, eind 2003, kwam de Extended Edition van deze film uit en werden 42 minuten aan nieuwe en uitgebreide scènes toegevoegd.

## Verhaal
De film begint met een flashback uit de eerste film, waarin nogmaals te zien is hoe Gandalf met de Balrog vecht en samen met de demon in de afgrond stort.
Na het gezelschap te hebben verlaten, reizen Frodo en Sam samen verder naar Mordor. Ze worden achtervolgd door Gollem, die zijn ”lieveling” terug wil. Hij valt de twee aan, maar Frodo slaagt erin Gollem te overmeesteren. Sam wantrouwt Gollem, maar Frodo ziet in Gollem een perfecte gids om hen naar Mordor te leiden. Gollem is immers kort geleden uit Mordor ontsnapt. Gollem stemt toe de twee Hobbits naar Mordor te brengen.
Ondertussen worden de Hobbits Merijn en Pepijn door een groep Uruk-hai naar Isengard gebracht, achtervolgd door Aragorn, Legolas en Gimli. De tocht leidt hen door het koninkrijk van Rohan. De koning van dit rijk, Théoden, is mentaal en fysiek sterk verzwakt door toedoen van zijn dienaar, Gríma Slangtong, die in het geheim voor Saruman werkt. Orks en Uruk-hai houden flink huis in het land en doden onder andere de enige zoon van de koning, Théodred. Théodens neef Éomer doorziet het bedrog van Gríma, maar voor hij iets kan ondernemen wordt hij door Gríma verbannen van het hof. Samen met een groep soldaten die nog loyaal is aan de koning trekt Éomer weg uit het koninkrijk.
Frodo en Sam doorkruisen de Dode Moerassen, alwaar ze bijna worden gezien door de Nazgûl, die nu reizen op vliegende wezens. Gollem brengt de twee Hobbits naar de Zwarte Poort, de toegangspoort naar Mordor, maar die is zwaar bewaakt. Gollem beweert een veiligere weg naar Mordor te kennen.
Die nacht overvallen Éomer en zijn soldaten in Rohan de groep Orks en Uruk-hai die Merijn en Pepijn had ontvoerd. In het gevecht kunnen de twee Hobbits ontkomen. Ze vluchten een bos in, achtervolgd door een Ork die hen wil opeten. Als Pepijn een boom in klimt, blijkt de boom een Ent te zijn genaamd Boombaard, die de Ork plat trapt. Boombaard neemt Merijn en Pepijn mee naar een witte Tovenaar.
Éomer komt later Aragorn, Legolas en Gimli tegen, en vertelt hen over de slachtpartij. Het drietal haast zich naar de plek van het gevecht. De Hobbits zijn al vertrokken met de Enten, maar de drie vinden tot hun verbazing wel Gandalf. Deze blijkt na zijn dood door de Balrog te zijn herboren als de sterkere Gandalf de Witte. Het viertal reist af naar Edoras, waar Gandalf Sarumans macht over de koning verbreekt. Nu Théoden weer bij kennis is, laat hij zijn volk evacueren naar een vallei genaamd Helmsdiepte. Gandalf vertrekt om Éomer en zijn soldaten te vinden. Gríma Slangtong, die door Théoden verbannen was, vlucht naar Isengard om Saruman het nieuws te vertellen. Saruman besluit met zijn leger Helmsdiepte aan te vallen. Het leger van Rohan, dat op weg is naar Helmsdiepte, wordt aangevallen door de Warg-ruiters van Saruman, geleid door Sharku. Tijdens de strijd weet Aragorn Sharku dodelijk te verwonden, waardoor Sharku van zijn Warg valt. Aragorn blijft echter aan een van de beugels van het zadel van Sharku's Warg hangen waardoor hij samen met de Warg vanaf een klif in een rivier stort. Sharku denkt dan ook dat Aragorn dood is en wanneer Gimli hem naar Aragorn vraagt, meldt hij de dood van Aragorn. Dat wenst Legolas op dat moment niet te geloven en maakt Sharku uit voor leugenaar. Sharku lacht nog even sarcastisch en sterft. Aragorn heeft de val echter wonderbaarlijk overleefd, komt uren later op de rivieroever bij, zijn paard heeft hem zowaar opgezocht en hij reist alsnog de anderen achterna naar Helmsdiepte. Onderweg ontwaart hij Sarumans leger van minstens 10.000 Uruk-hai. In Helmsdiepte zijn slechts 300 mensen aanwezig die kunnen vechten.
Gollem krijgt ondertussen een steeds groter conflict met zijn reisgenoten. Zijn goede kant (Sméagol) wil vriend worden met Sam en Frodo. Gedrieën worden ze gevangengenomen door soldaten van Gondor. De leider is Faramir. Hij ontdekt dat Frodo de Ene Ring bezit en wil deze naar zijn vader, de stadhouder van Gondor, brengen om zijn waardigheid te bewijzen.
In Helmsdiepte krijgen de mensen versterking van een groep Elfen uit Lothlórien, geleid door Haldir. Ondertussen proberen Merijn en Pepijn de Enten over te halen Isengard aan te vallen.
In de stromende regen barst de strijd om Helmsdiepte los. De Uruk-hai slagen erin door de muur te breken. Na een hevige strijd dringen de Uruk-hai het fort van Helmsdiepte binnen. Met moeite kunnen Aragorn en de anderen stand houden tot zonsopkomst. Bij zonsopkomst verschijnt Gandalf met Éomer en tweeduizend soldaten. Dit leger slaagt erin de Uruk-hai te verslaan. Bij Isengard besluiten de Enten aanvankelijk niet ten strijde te trekken tegen Saruman, maar wanneer ze de ravage zien die Saruman heeft aangericht in het bos rondom Isengard veranderen ze van gedachten. De Enten vernietigen Sarumans kamp, en zorgen ervoor dat Saruman niet uit zijn toren kan.
In de ruïnes van Osgiliath worden Faramir en de Hobbits aangevallen door een Nazgûl. Sam kan Faramir overtuigen hem, Frodo en Gollem te laten gaan om de Ring te vernietigen, aangezien dat aan alle ellende een eind maakt. Samen met Gollem vertrekken de twee Hobbits weer. Gollem voelt zich verraden door de Hobbits daar ze hem niet hielpen toen Faramirs mannen hem vingen, en hij vervalt weer in zijn oude gedrag. Beseffend dat hij de Hobbits zelf niet aankan, besluit hij ze naar Shelob te lokken.

## Rolverdeling
| Rol                                          | Acteur/Actrice          | Wezen in de film        |
| -------------------------------------------- | ----------------------- | ----------------------- |
| Frodo Baggins                                | Elijah Wood             | Hobbit                  |
| Gandalf                                      | Ian McKellen            | Tovenaar (Maia)         |
| Aragorn Elessar II                           | Viggo Mortensen         | Mens (Numenor)          |
| Samwise "Sam" Gamgee                         | Sean Astin              | Hobbit                  |
| Galadriel                                    | Cate Blanchett          | Elf                     |
| Arwen                                        | Liv Tyler               | Elf                     |
| Gimli                                        | John Rhys-Davies        | Dwerg                   |
| Meriadoc "Merry" Brandybuck                  | Dominic Monaghan        | Hobbit                  |
| Peregrin "Pippin" Took                       | Billy Boyd              | Hobbit                  |
| Legolas Greenleaf                            | Orlando Bloom           | Elf                     |
| Haldir                                       | Craig Parker            | Elf                     |
| Saruman                                      | Christopher Lee         | Tovenaar (Maia)         |
| Sharku                                       | Jed Brophy              | Ork (Warg-ruiter)       |
| Elrond                                       | Hugo Weaving            | Elf                     |
| Sméagol/Gollem                               | Andy Serkis             | Ooit een Hobbit         |
| Théoden                                      | Bernard Hill            | Mens (Rohan)            |
| Gríma Wormtongue                             | Brad Dourif             | Ooit een Mens van Rohan |
| Éowyn                                        | Miranda Otto            | Mens (Rohan)            |
| Éomer                                        | Karl Urban              | Mens (Rohan)            |
| Treebeard                                    | John Rhys-Davies (stem) | Ent                     |
| Faramir                                      | David Wenham            | Mens (Gondor)           |
| Boromir                                      | Sean Bean               | Mens (Gondor)           |
| Denethor (Alleen op de Extended Edition DVD) | John Noble              | Mens (Gondor)           |

## Achtergrond

### Productie ontwerp
Toen Alan Lee zich in 1997 bij het filmproject voegde, was Helmsdiepte een van de eerste decors die hij moest ontwerpen. Hij bouwde een schaalmodel dat werd gebruikt in een deel van de 45 minuten durende promotiefilm voor New Line. Jackson gebruikte ditzelfde schaalmodel later om de veldslag te plannen.
Helmsdiepte werd op ware grootte gebouwd bij Dry Creek Quarry. Daarnaast werd een schaalmodel gebruikt voor shots op afstand. Hierbij werd forced perspective gebruikt om de muren groter te doen lijken.
De film gaat dieper in op de verschillende legers uit Midden-aarde. John Howe was verantwoordelijk voor de kwaadaardige legers. Het leger van Uruk-hai was het eerste dat door Jackson werd goedgekeurd. Voor de gevechtsscène bij Helmsdiepte werden onder andere 100 elfharnassen gemaakt, en 250 pakken voor de soldaten.
Het bouwen van de decors voor de stad Edoras nam een half jaar in beslag. De gebouwen op de set waren multifunctioneel: van buiten dienden ze als decor, van binnen werden ze onder meer gebruikt als kleedkamers, productieruimtes en kantines. Het leger maakte een weg naar de locatie. De binnenscènes werden gefilmd in Stone Street Studios.
The Two Towers werd tegelijk opgenomen met The Fellowship of the Ring en The Return of the King. De scènes in Rohan behoorden tot de eerste opnamescènes. De sessies gingen gepaard met de nodige ongelukken. Zo brak Orlando Bloom een rib toen hij van zijn paard viel.
De opnames van de scènes bij Helmsdiepte namen drie maanden in beslag. John Mahaffie verzorgde het merendeel van de nachtopnames.

### Speciale effecten
Voor The Two Towers huurde Weta Digital een dubbele crew in. In totaal produceerden ze 73 minuten aan speciale effecten met 799 shots. Voor de film moesten ze voor het eerst een grote veldslag maken, en twee digitale personages in de film verwerken.
Een geval apart was Gollem. Weta begon al in 1998 met het ontwerp voor dit personage. Voor Gollem werd voor het eerst de techniek van motion capture volop toegepast. Acteur Andy Serkis “speelde” Gollem in een speciaal pak. De scènes met Gollem erin werden tweemaal opgenomen: eenmaal met en eenmaal zonder Andy Serkis erin. Oorspronkelijk zou Gollem geheel uit computeranimatie bestaan en zou Serkis enkel zijn stem doen. Peter Jackson was echter dermate onder de indruk van Serkis’ acteerprestaties, dat hij hem Gollem liet spelen op de set.
Gollems uiterlijk werd aangepast nadat Serkis de rol kreeg. De originele Gollem is even kort te zien in de eerste film.
Het tweede digitale personage in de film was Boombaard. Voor hem was het team per frame 28 uur bezig om de animatie goed te krijgen. Voor de scènes waarin hij praat met Merijn en Pepijn werd een metershoge pop gebruikt.

### Muziek
De muziek van de film werd gecomponeerd door Howard Shore, die ook de muziek voor de andere twee films in de trilogie voor zijn rekening nam. Hoewel hij voor de vorige en volgende film oscarnominaties ontving voor zijn werk, viel zijn muziek voor The Two Towers buiten de prijzen.

### Reacties
De film werd positief ontvangen door critici. Op Rotten Tomatoes scoorde de film 97%, en 100% indien alleen de reviews van professionele filmcritici werden gebruikt. De film won meerdere prijzen.
Toch waren niet alle kijkers tevreden. Fans van Tolkien waren bijvoorbeeld minder te spreken over enkele van de veranderingen ten opzichte van het boek, zoals de aanwezigheid van de elfen bij de slag om Helmsdiepte, de Enten die eerst weigerden Isengard aan te vallen en het feit dat Gimli als vrolijke noot werd gebruikt. Er is een fan edit van de film in omloop waarin al deze veranderingen zijn weggelaten.

### Verschillen met het boek
- Oorspronkelijk was De Twee Torens opgedeeld in twee delen. De eerste (het Derde Boek) behandelde de strijd tegen Isengard, terwijl het tweede deel (het Vierde Boek) de reis van Frodo en Sam naar Mordor behandelde. In de film worden de verhaallijnen meer naast elkaar verteld.
- De dood van Boromir aan het begin van het boek, werd verplaatst naar de eerste film. Het einde van het Derde Boek (het gesprek met Saruman en Pepijns confrontatie met Sauron in de palantír) en van het Vierde Boek (Frodo's tocht door Cirith Ungol) zijn verplaatst naar de derde film.
- In het boek wordt op de Entmoet besloten om Isengard aan te vallen. In de film besluiten de Enten dit niet te doen, om later dankzij Pepijn van gedachten te veranderen.
- In het boek wordt Éomer niet verbannen, enkel gevangengezet. Hij is gedurende de hele Slag van de Hoornburg aanwezig. Ook Gandalf gaat mee op die tocht, maar blijft achter bij de troepen van Erkenbrand aan de voorden van de Isen. In de film gaat Gandalf op zoek naar de verbannen Éomer, en komen zij beide terug met een groot leger.
- In de film krijgt Saruman via Grima een dusdanige controle over Théoden dat deze bezeten lijkt. In het boek was hier geen sprake van.
- In de film weigert Théoden openlijke oorlog met Isengard te riskeren, en laat hij zijn volk uitwijken naar Helmsdiepte, waar zij een makkelijke prooi voor Saruman worden. In het boek is Théoden wel bereid om de realiteit onder ogen te zien, en laat hij zijn mensen uitwijken naar Dunharg. Vervolgens proberen ze de troepen van Erkenbrand te hulp te schieten, maar worden ze gedwongen om naar Helmsdiepte uit te wijken.
- In de film wordt Arwen door haar vader Elrond naar de Grijze Havens gestuurd. In het boek is dit niet het geval. Het Elfenleger in Helmsdiepte is ook nieuw, inclusief de dood van Haldir.
- Faramir is een meer complex personage in de film. In het boek besluit hij al vrij snel om Frodo te laten gaan. In de film kiest hij er in eerste instantie voor om Frodo gevankelijk mee te nemen naar Gondor. In het boek komt Frodo derhalve niet in Osgiliath.

## Prijzen en nominaties
“The Two Towers” werd in totaal genomineerd voor 142 prijzen, waarvan er 67 binnen werden gesleept. De belangrijkste prijzen zijn:
| jaar | prijs         | categorie                              | genomineerde(n)                                                   | uitslag     |
| ---- | ------------- | -------------------------------------- | ----------------------------------------------------------------- | ----------- |
| 2003 | Academy Award | Beste geluidsmontage                   | Ethan Van der Ryn, Mike Hopkins                                   | gewonnen    |
| 2003 | Academy Award | Beste visuele effecten                 | Jim Rygiel, Joe Letteri, Randall William Cook, Alex Funke         | gewonnen    |
| 2003 | Academy Award | Beste Art Direction-Set Decoration     | Grant Major, Dan Hennah, Alan Lee                                 | genomineerd |
| 2003 | Academy Award | Beste montage                          | Michael Horton                                                    | genomineerd |
| 2003 | Academy Award | Beste film                             | Barrie M. Osborne, Fran Walsh, Peter Jackson                      | genomineerd |
| 2003 | Academy Award | Beste geluid                           | Christopher Boyes, Michael Semanick, Michael Hedges, Hammond Peek | genomineerd |
| 2003 | Saturn Award  | Beste kostuums                         | Ngila Dickson, Richard Taylor                                     | gewonnen    |
| 2003 | Saturn Award  | Beste fantasyfilm                      | -                                                                 | gewonnen    |
| 2003 | Saturn Award  | Beste Make-up                          | Peter Owen, Peter King                                            | gewonnen    |
| 2003 | Saturn Award  | Beste mannelijke bijrol                | Andy Serkis                                                       | gewonnen    |
| 2003 | Saturn Award  | Beste acteur                           | Viggo Mortensen                                                   | genomineerd |
| 2003 | Saturn Award  | Beste regisseur                        | Peter Jackson                                                     | genomineerd |
| 2003 | Saturn Award  | Beste muziek                           | Howard Shore                                                      | genomineerd |
| 2003 | Saturn Award  | Beste optreden door een jongere acteur | Elijah Wood                                                       | genomineerd |
| 2003 | Saturn Award  | Beste speciale effecten                | Jim Rygiel, Joe Letteri, Randall William Cook, Alex Funke         | genomineerd |
| 2003 | Saturn Award  | Beste script                           | Fran Walsh, Philippa Boyens, Stephen Sinclair, Peter Jackson      | genomineerd |
| 2003 | Bogey Award   | Bogey Award in Titanium                | -                                                                 | gewonnen    |
| 2003 | Golden Globe  | Beste regisseur                        | Peter Jackson                                                     | genomineerd |
| 2003 | Golden Globe  | Beste film – drama                     | -                                                                 | genomineerd |
| 2004 | Saturn Award  | Best DVD Special Edition Release       | -                                                                 | gewonnen    |